# Chopin Tavares de Lima
Chopin Tavares de Lima (Itapetininga, 9 de outubro de 1926 — São Paulo, 18 de fevereiro de 2007) foi um político brasileiro.
Formou-se em Direito na Faculdade de Direito da Universidade de São Paulo em 9 de março de 1953 onde atuou com destaque na JUC (Juventude Universitária Católica) e iniciou sua carreira política no Partido Democrata Cristão, tendo exercido cargos nos governos Jânio Quadros e Carvalho Pinto.
Foi deputado estadual por duas vezes, no primeiro mandato, de 1963 a 1967, quando veio a ingressar no MDB; no segundo mandato, de 1967 a 1971, já no MDB, do qual foi cassado em 1969. Chopin Tavares de Lima foi ainda "aposentado" de suas funções de promotor de Justiça em 21 de julho de 1970.
No período em que foi deputado ocupou a liderança do do PDC e do MDB na Assembleia Legislativa. Como deputado, foi o autor, em 1968, da lei que criou a "Fundação para o Remédio Popular (FURP).
Durante o período da cassação foi um dos maiores articuladores do MDB e das campanhas de Franco Montoro à Câmara dos Deputados, ao Senado Federal, e, posteriormente, ao governo do estado. 
Foi também, junto com Plínio de Arruda Sampaio e Darcy Passos, um dos lançadores de Eduardo Matarazzo Suplicy na política, como deputado estadual, na eleição de 1978, quando Montoro foi reeleito senador, tendo como suplente Fernando Henrique Cardoso.
No Governo de Franco Montoro foi nomeado o titular da Secretaria do Interior do Estado de São Paulo, a quem estavam subordinados, entre outras entidades, a SUDELPA  e o CEPAM.
Ocupou o cargo de secretário estadual da Educação de São Paulo durante o governo de Orestes Quércia.